# Ousman Koli
Ousman Koli (* 18. Oktober 1988 in Bakau) ist ein gambischer Fußballspieler.

## Karriere
Koli spielt seit 2007 für den gambischen Verein Steve Biko FC in der Position eines Abwehrspieler. Vorher war er bei Bakau United.
Für die Gambische Fußballnationalmannschaft war er während der Qualifikation für die Fußball-Weltmeisterschaft 2010 im Einsatz.